# 정보화 사회
정보화 사회(情報化社會, 영어: information society)는 정보를 가공, 처리, 유통하는 활동이 활발하여 사회 및 경제의 중심이 되는 사회이다. 정보화 사회의 목적은 정보기술(IT)을 창조적이고 생산적인 방식으로 사용해 국가간 경쟁우위를 얻는 것이다.

## 정의
정보 및 정보화 사회는 현대사회의 특징을 나타내는 중요한 개념 중 하나로, 매우 많은 내용을 포함하며 그 정의도 다양하다.
정보란 일반적으로 사회과학에서 '발신자 또는 수신자 사이에 어떤 의미를 지니는 것'이라고 할 수 있지만, 자연과학에서는 정보를 사상(捨象)된 부호로서 이해하고 있다. 사회과학에서는 정보를 인간행동과의 관계로 받아들이려고 하는 데 반해, 자연과학에서는 기계에 의한 정보의 전달·처리를 염두에 두고 있다는 점에 차이가 있다. 사회과학에서의 정보도 그 '의미'의 구체적 내용에 따라 특정의 행동을 선택하기 위한 수단으로서의 정보(수단적 정보)와, 정보의 발신·수신 그 자체를 목적으로 하는 정보(卽自的 정보)가 있다.
정보화사회의 정의도 정보와 마찬가지로 다양한데, 주로 다음의 3가지로 정리할 수 있다.
- 질과 양 모두 풍부한 정보가 생산되어 유통되는 사회
- 이들 풍부한 정보의 생산·처리·전달·축적에 일정한 경제적 가치를 인정하고, 직접 또는 간접으로 그 비용을 부담하는 구조를 이룬 사회
- 정보의 생산·처리·전달·축적을 원활하고도 효율적으로 행하기 위한 정보기기나 정보 네트워크가 급격히 발달하여 보급되는 사회 등이다.[2]

## 정보화사회론의 전개

### 1960~1970년대
정보화사회론의 시조는 케네스 볼딩이다. 그는 〈20세기의 의미 The Meaning of 20th Century：The Great Transition〉(1964)에서 대담하게도 인류의 역사를 '문명 전', '문명', '문명 후'라는 3단계로 나누고, 현재는 '문명'에서 '문명 후'로 이행하는 도중에 있다고 주장했다. 이어 보다 구체적으로 정보화사회론을 전개한 사람은 다니엘 벨이다. 그는 〈탈공업사회의 도래 The Coming of Post-Industrial Society〉(1973)에서 탈공업사회란 기술적 지식을 주축으로 하여 경제성장을 하고 사회 성층(成層)이 조직되는 사회라고 주장했다. 또 허먼 칸은 〈2000년 The Year 2000〉(1967)에서 1인당국민소득(GNP)이 4,000달러를 넘으면 탈공업사회로 이행한다고 말하고, 발전단계론적 입장에서 탈공업사회를 해석하려고 했다. 그러나 탈공업사회라는 말은 다가올 사회의 특징을 표현하기에는 추상적이고 불충분하며, 이것을 보다 구체적 설득력을 가진 용어로 표현할 필요성을 느끼게 했다.
미래 사회를 '정보화사회'라 명명하여 실용적 기능보다 정보적 기능이 중시되는 사회라는 정의를 부여한 것은 1970년 전후였으며, 이후 정보화사회라는 용어가 널리 쓰이게 되었다.

### 1980년대
1973년의 유류파동은 사람들의 관심을 에너지와 그밖의 자원문제에 집중시켜서 정보화사회론에 대한 흥미를 일시적으로 후퇴시켰다. 그 후 선진국들에서 다시 정보화사회론이 각광을 받게 된 것은 1980년 이후인데, 그 배경에는 다음과 같은 몇 가지 일이 있었다.
첫째, 시대를 반영한 '21세기론'이 활발히 대두된 점이다. 그것은 2차례에 걸친 유류파동을 극복해내고 여유가 생긴 그들에게 있어 먼 장래가 아닌 21세기가 어떻게 될 것인가 하는 문제는 깊은 관심사였기 때문이다.
둘째, 마이크로일렉트로닉스(ME) 기술을 응용한 매력적인 기기나 시스템이 현실적으로 보급되기 시작하여 관련산업이 급성장기로 접어든 점을 들 수 있다. 예를 들면 산업용 로봇, 사무용 컴퓨터와 워드프로세서 등의 OA 기기, VTR의 생산량이 1980년 이후 급격하게 증대했다. 이른바 뉴미디어도 이 연장선상에 자리하게 되어 많은 기업 경영자들의 관심은 일제히 정보관련기기와 그 시스템에 집중되었다. 앨빈 토플러의 〈제3의 물결 The Third Wave〉(1980)이나 존 네이스비츠의 〈메가트렌즈 Megatrends〉(1982) 등의 저작이 이런 경향에 박차를 가한 점도 무시할 수 없다.
셋째, 마이크로일렉트로닉스(ME) 기술을 응용한 기기와 그 시스템이 보급됨에 따라 역효과의 면이 드러나게 되어, 조속히 대책을 강구하지 않으면 손을 쓸 수도 없게 된다는 위기감을 불러일으킨 점 등을 들 수 있다. 예를 들면 1980년경에 잇달아 등장한 국제노동기구(ILO)와 경제협력개발기구(OECD)의 보고서는 최대의 문제로 실업자의 대량 발생을 다루었다. 실제로 컴퓨터 범죄나 사고로 인한 컴퓨터 시스템의 마비·정지도 빈발하고 있다. 또 컴퓨터 노동에 있어서의 VDT(Visual Display Terminal) 신체기능 장애의 문제도 주목되고 있다. 또한 데이터베이스업의 번창은 프라이버시 침해가 암암리에 진행되고 있음을 암시하고 있다고 할 수도 있다.
이러한 배경 아래서 제2기의 정점을 맞은 정보화사회론에는 '고도정보화사회'라는 표현이 사용되고 있는데, 본질적으로는 초기의 것과 거의 같은 내용이다. 다른 점은 정보기술의 급격한 발전에 따라 고도의 정보기기와 시스템이 현실화하고, 그 이미지가 보다 구체화한 점이다. 여기에서 특기할 만한 일은 정보화사회론을 담당하는 데 중요한 일익을 형성하고 있는 '정보산업론'의 전개이다. 프리츠 마하르프의 〈미국에서의 지식산업 The Production and Distribution of Knowledge in the USA〉(1962)과 우메사오 다다오의 〈정보산업론〉(1963)에서 시작된 정보산업론은 그후 마크 폴라트의 〈정보경제 The Information Economy〉(1977) 등에 의해서 구체화하여 산업구조의 정보화 과정과 그 장래의 비전이 제시되기에 이르렀다.

## 정보화 사회의 특징
가장 일반적으로는 '정보화 사회'라는 말이 산업 사회, 농경 사회, 수렵 사회 등과 대비되는 개념으로 사용된다. 공업화가 일정한 수준에 도달했거나 공업화가 완료된 사회에서 일어나기 때문에 이때는 사회 발전 단계의 하나로서의 의미가 강하다.
또한, 정보화 사회라는 용어는 유의어가 여럿 있는데, 이들 유의어는 정보에 관련되는 단어를 수반하는 것이 보통이다. 멀티미디어 사회, 디지털 사회, 지식 사회, 정보 네트워크 사회, 글로벌·네트워크 사회 등이 그것이다. 이들 용어에서 사회를 시대로 바꾸어 쓰는 경우도 있다. 산업 사회 성립의 계기가 된 일련의 사건들을 산업 혁명이라 하는 것과 같이, 정보화 사회로 진행되는 과정을 정보 혁명이라고 부르기도 한다. 사회 전체적으로 기술사회 ·지식사회 ·고학력사회를 형성한다. 산업 사회 이후 정보화 사회를 규명하기 위해서 많은 신조어들이 만들어졌다.

## 정보화 사회로의 변화
선진국들이 정보화사회로 이행해가는 이유는 주로 2가지로 생각할 수 있다.
첫째, 과학기술, 특히 마이크로일렉트로닉스(ME) 기술의 급격한 발전에 따라 컴퓨터와 그것을 응용한 산업용 로봇, 유연생산방식 (FMS), 사무자동화(OA) 기기, 뉴미디어 등의 기기나 시스템이 차차 실용화되기에 이른 점이다. 그결과 기존 산업분야의 생산성 향상은 물론 신제품이나 새로운 서비스의 가능성이 확대되었다.
둘째, 이 기술적 가능성을 현실화시키는 데 있어서의 불가결한 사회적 욕구의 확대를 들 수 있다. 의식주에 대한 기본적 욕구가 충족되면 사람들의 욕구는 점차로 고도화·다양화·개성화하게 되며, 그리하여 이런 변화에 대응한 상품이나 서비스를 기획하기 위해서는 많은 사람들의 창의가 필요하게 된다. 또 다양화한 상품이나 서비스를 효율적으로 생산·제공하기 위해서는 고도의 정보기술을 구사한 기기나 시스템의 이용이 불가피해진다. 이 양자는 서로 자극하여 상승작용을 불러일으키기 때문에 가속도적인 변화를 유도하게 된다. 즉 새로운 정보기술의 개발이 욕구의 아도화·다양화·개성화를 강하게 자극하는 한편, 이같은 욕구의 변화가 곧 정보기술의 새로운 응용 영역의 개발을 촉구하는 것이다. 이런 의미에서 정보화사회는 변화가 격심한 사회이기도 하다.

## 주된 비판
정보화사회, 정보화사회론에 대하여 다음과 같은 비판이 제기된다.
1. '기술결정론'중심이란 것.
즉, 정보기술에 주목해 그것이 사회변동을 예측하는 열쇠가 될것이라 생각하는 경향이 있어서 다른 요소-문화, 정치, 경제 등-을 충분히 고려하지 않는다는 비판이 있다.
2. 정보자체의 질적변화나 사회구조의 근본적 변화가 일어나지 않는다는 것.
최근의 정보기술발전은 정보의 양적인 변화를 일으킬 수는 있겠지만 전파되는 정보의 질적변화는 가져오지 못했다는 비판. 이 비판에선 정보기술이 가져온 것은 정보를 전하는 속도나 수단, 정보량의 변화이고 이들은 사회가 움직일 근본적인 변화를 가져오기는 힘들다고 한다.
3. 산업사회의 연장선상에 지나지 않는다는 것.
정보화는 산업시스템에 효율성 등을 가져왔지만 근본적인 구조는 산업사회와 비교해 변화하지 않았다는 비판이 있다.
4. 정보사회라 불리는 것은 이상적인 사회가 아니라 여러 해악을 불러일으키는 사회라는 비판. 다수의 연구자가 예상하는 정보사회의 부정적인 측면은 다음과 같다.
  - 데이터베이스나 감시카메라 등으로 대표되는 감시・감독기술이 발전해 정부나 기업에 의한 프라이버시 침해로 언론의 자유나 사상의 자유가 억압되는 사회.
  - 소수의 기업이 보도기관을 독점(혹은 과점)해 소수파의 의견이나 기업이나 자본주의를 비판하는 의견 등이 억압되는 반민주주의적 사회.
  - 소수의 기업이 문화산업을 독점(혹은 과점)해 문화적인 다양성이나 창조성을 잃어버린 사회.
  - 정보에 접근하기 쉬운 일부 엘리트층과 그 외의 사람들 간의 정보격차가 커져 더욱 견고한 착취구조가 만들어진 사회
  - 범죄를 실행하기위한 관련기술에 누구나가 간단히 다가갈 수 있게 되어 인터넷을 통한 범죄가 늘어나 치안이 악화된 사회.
5. 정보의 과잉으로 인해 본래 얻을 수 있을 정보를 얻지 못하게 되고 거짓정보가 범람하게 되어 정보자체의 의미를 잃어버리게 된다는 것. '정보화사회는 정보가 쓰레기로 변하는 사회를 말한다.'는 비판도 있다.

## 같이 보기
- 컴퓨터
- 인터넷
- 정보사회정상회의 (WSIS)
- 정보 혁명
- 정보화사회 테러리즘
- 정보화권력의 서열화 폐쇄비밀익명주의 정보집단사회
- 정보사회학과[3]

## 참고 문헌
- 정보사회론(나남신서 295) : 전석호, 나남, 1993[쪽 번호 필요]
- 정보사회의 기업문화 : 이어령, 한국전기통신공사, 1990[쪽 번호 필요]
- 정보사회와 인간의 이해(정보문화신간 3) : 정보문화센터 편·발행, 1990[쪽 번호 필요]
- 정보사회학특강 : 김광영, 명보문화사, 1989[쪽 번호 필요]
- 정보사회와 통신 : 통신개발연구원 편·발행, 1989[쪽 번호 필요]